# Kepler-10b

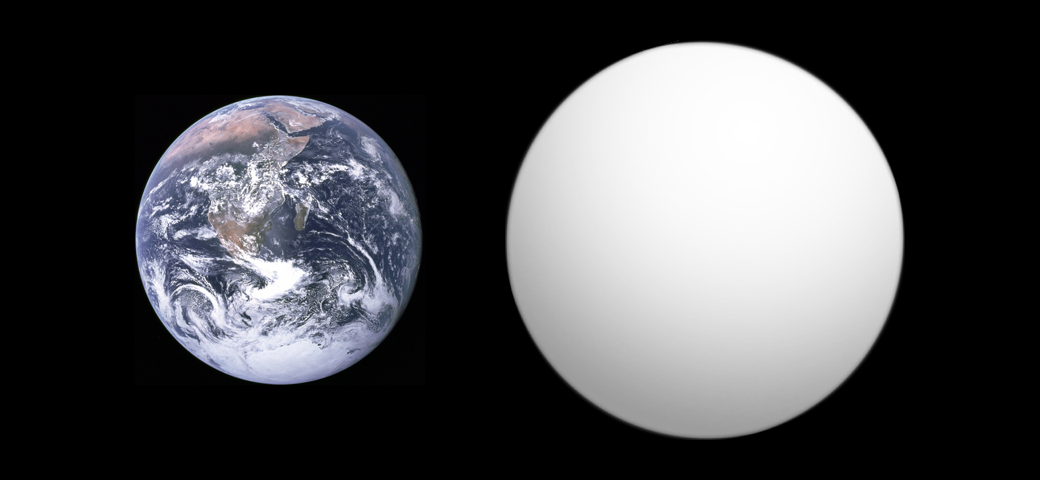
Порівняння розміру Kepler-10b з Землею

Kepler-10b — підтверджена екзопланета, на орбіті зірки Kepler-10 (сузір'я — Дракон), що знаходиться на відстані 564 світлових років від Землі. Планету знайдено орбітальним телескопом «Кеплер», NASA. Підтвердження існування цієї екзопланети було оголошено 10 січня, 2011 року. Розмір планети становить 1.4 від Земного, таким чином Kepler-10b є найменшою за розміром, та найближчою за розміром до Землі, підтвердженою планетою поза межею Сонячної Системи (на 2011 рік; на 2013 рік данні змінилися). Близькість планети до своєї зірки, вказує на те, що життя, яким його уявляємо ми, там не може існувати.